# Verband der evangelisch-reformierten Kirchgemeinden des Kantons Obwalden
Der Verband der Evangelisch-Reformierten Kirchgemeinden des Kantons Obwalden ist der Verband der beiden reformierten Kirchgemeinden im Kanton Obwalden. Er ist eine öffentlich-rechtliche Körperschaft mit eigener Rechtspersönlichkeit und Mitglied der Evangelisch-reformierten Kirche Schweiz.

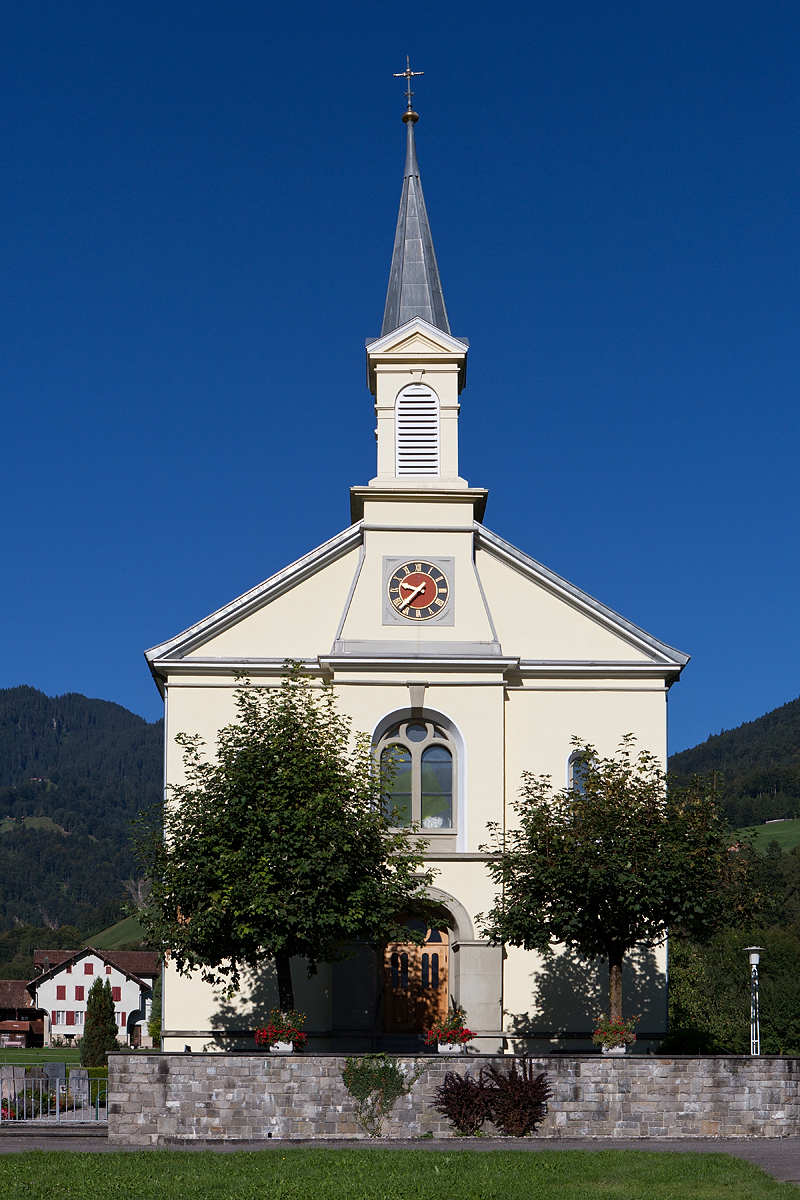
Evangelisch-reformierte Kirche in Alpnach

## Struktur
Der Verband besteht aus den Kirchgemeinden Obwalden (Alter Kantonsteil) und Engelberg. Die legislative Gewalt liegt bei den beiden Kirchgemeinden. Das Exekutivorgan ist der Kirchgemeinderat.
Auf Verbandsebene besteht der Verbandsrat als Exekutive, der paritätisch besetzt ist und sich nicht in die Angelegenheiten der beiden Kirchgemeinden einmischt. Er vertritt die Obwaldner Kirchgemeinden nach aussen und gegenüber dem Kanton.